# Akeem Davis-Gaither
Akeem Brian Davis-Gaither (Thomasville, Carolina del Norte, 21 de septiembre de 1997) más conocido como Akeem Davis-Gaither, es un jugador profesional estadounidense de fútbol americano que se desempeña en la posición de linebacker en Cincinnati Bengals, equipo de la National Football League (NFL).

## Carrera
Fue seleccionado en la cuarta ronda en la Reunión Anual de Selección de Jugadores de la NFL de 2020. Hizo su debut profesional con el equipo Cincinnati Bengals, donde lleva jugando cuatro temporadas.